# San Miguel de Salinas
San Miguel de Salinas község Spanyolországban, Alicante tartományban. Lakosainak száma 6976 fő (2024). San Miguel de Salinas Almoradí, Orihuela, Torrevieja és Los Montesinos községekkel határos.

## Népesség
A település lakosságának változását az alábbi diagram mutatja:
| Lakosok száma | 4162 | 5781 | 7104 | 8135 | 7862 | 6911 | 6193 | 6034 | 6553 | 6976 |
|               | 2001 | 2004 | 2006 | 2009 | 2011 | 2014 | 2016 | 2019 | 2021 | 2024 |